# Coulonges-Thouarsais
Coulonges-Thouarsais är en kommun i departementet Deux-Sèvres i regionen Nouvelle-Aquitaine i västra Frankrike. Kommunen ligger i kantonen Saint-Varent som tillhör arrondissementet Bressuire. År 2022 hade Coulonges-Thouarsais 445 invånare.

## Befolkningsutveckling
Antalet invånare i kommunen Coulonges-Thouarsais
| Referens: INSEE |